# Guàrdia Reial
La Guàrdia Reial és una unitat de les Forces Armades d'Espanya al servei del rei d'Espanya i formada per forces de l'Exèrcit de Terra, l'Armada, Exèrcit de l'Aire i Cossos Comuns de les FAS. És una unitat d'interexèrcits de les Forces Armades que integra les peculiaritats de cada Exèrcit, Cossos Comuns i Especialitats de les Forces Armades, formant un mosaic que la singularitza. Les ubicacions de la Guàrdia Reial són tres: aquarterament situat a El Pardo a Madrid, un destacament a Palma (Mallorca) i les instal·lacions de la Unitat de Música en el Palau Reial de Madrid.

## Operativitat
L'operativitat de la Guàrdia Reial es basa a compatibilitzar conceptes considerats antagònics com “la tradició” i “la modernitat”. La tradició té la seva màxima representació en els uniformes i en el cerimonial dels actes i parades militars. La modernitat en la incorporació de nous procediments, armes, mitjans i sistemes en el desenvolupament de les seves comeses. La Guàrdia Reial ha de ser referent per a altres unitats de les Forces Armades, en aspectes com l'execució de parades i desfilades, aspectes institucionals relatius al protocol i al cerimonial i principalment procediments i mètodes relacionats amb la seguretat.
La més antiga de les unitats que componen la Guàrdia Reial és el Reial i Llorejat Cos de Reials Guàrdies Alabarders, unitat fundada el 1504 per Gonzalo de Ayora, durant el regnat de Ferran el Catòlic. Actualment els Reials Guàrdies Alabarders són tropes d'elit dels tres exèrcits que munten la guàrdia més immediata als membres de la família reial en actes oficials. Els Reials Guàrdies Alabarders són al costat de la Guàrdia suïssa Pontifícia i els Yeomen de la Guàrdia britànics les unitats militars més especialitzades en escorta i protecció del món. Per a l'ingrés en aquest Cos s'exigeixen unes qualitats físiques i una qualificació professional extraordinàries.

## Missió
Segons l'article VI del Reial decret 434/1988 pel qual s'estableixen les missions que té encomanades la Guàrdia Reial, es determina que les seves funcions principals són:
| « | Proporcionar el servei de guàrdia militar, rendir honors i donar escortes solemnes a S. M. el Rei i als membres de La seva Reial Família que es determinin, prestant anàlegs serveis als caps d'estat estrangers quan s'ordeni. | » |

Comeses essencials:
- Proporcionar el servei de guàrdia militar.
- Rendir honors i donar escortes solemnes.
- Prestar servei a caps d'estat estrangers.
- Recolzar a la Casa del Rei.

## Relleu Solemne de la Guàrdia al Palau Reial de Madrid
Antecedents històrics.

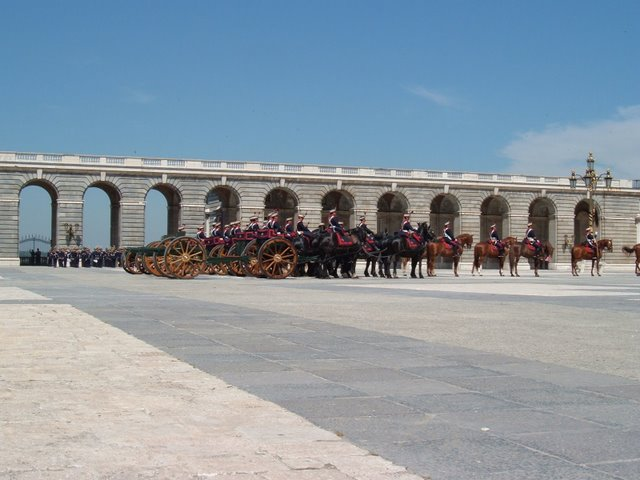
Bateria Reial en formació, a la plaça de l'Armería, al Palau Reial

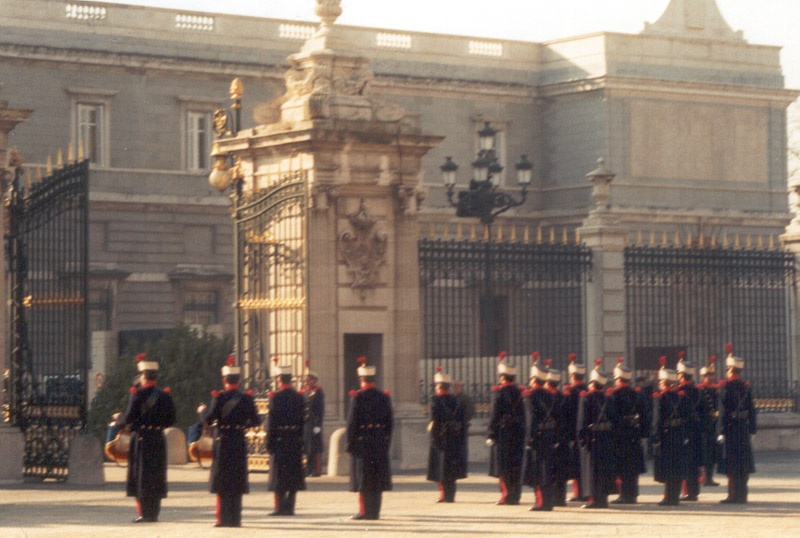
Relleu Solemne de la Guàrdia Reial, a peu

Les residències dels Reis d'Espanya han tingut tropes que els guarnien, en principi pertanyents a les Tropes de Casa Reial, en les seves diverses denominacions, i en certs períodes se'n va encarregar l'exèrcit regular.
En ocupar el tron Felip V, les Tropes de Casa Reial estaven compostes per: els Archeros de la Cuchilla, la Guàrdia Espanyola d'Alabarders (Companyia Groga, Companyia Groga Veterana i Companyia d'Estradiotes o de la Lancilla) i la Guàrdia Alemanya d'Alabarders. Felip V reorganitza aquestes unitats segons el model francès i el 1704 les Tropes de Casa Reial, després d'una sèrie de reestructuracions, queden de la manera la següent:
- Quatre companyies de Guàrdies de Corps.
- Dos regiments de Reials Guàrdies d'Infanteria.
- Una companyia de Reials Guàrdies Alabarders.

En la Reial Ordenança per als Guàrdies de Corps, que es dicta el 1706, s'inclou el servei que han de realitzar en la cort; als regiments d'infanteria en la Reial Ordenança de 1704, se'ls ordena prestar la guàrdia exterior de Palau Reial amb una companyia per batalló.
Durant el regnat de Carles III el servei que prestaven aquests regiments en la cort era d'una companyia de fusellers per batalló de cada regiment alternant-se, fent el relleu al cap d'un any. Completaven el servei els Reials Guàrdies Alabarders, en la guàrdia interior i les Companyies de Guàrdies de Corps.
Ferran VII, per Reial decret de 27 de novembre de 1829, aprova en les ordenances de la seva Guàrdia Reial exterior, títols relatius al relleu de les unitats al Palau Reial.
Un cop mort Ferran VII, durant la minoria d'edat d'Isabel II i sota la regència del general Espartero, té lloc un fet que marcarà el futur de la Guàrdia Reial: el 7 d'octubre de 1841 els generals Concha i Diego de León assalten el Palau Reial amb intenció d'enderrocar al Regent. La guàrdia exterior de Palau Reial permet el pas dels revoltats sense oposar-se, encara que finalment la revolta fracassa per l'heroica resistència oferta pels Alabardeos a l'escala d'ambaixadors del Palau Reial. Com a conseqüència el general Espartero dissol la Guàrdia Reial d'Infanteria i Cavalleria i a partir d'aquest moment la guàrdia exterior passa a prestar-se per unitats de la guarnició de Madrid, els Alabarders segueixen proporcionant la guàrdia interior i l'Esquadró d'Escorta Reial, creat al principi com a Esquadró de Guàrdies de la Reina, realitza les seves missions en les sortides de la Família Reial.
El Relleu Solemne en l'actualitat.

La Guàrdia Reial va proposar la represa del Relleu Solemne de la Guàrdia del Palau Reial de Madrid, una vegada al mes, rememorant el que es feia diàriament en temps dels reis Alfons XII i Alfons XIII, en una escenificació de la connexió de la Guàrdia Reial actual amb els antecedents històrics assenyalats, que es manifesta en les missions principals d'aquesta peculiar unitat, entre d'altres, participar en la protecció de les instal·lacions del Palau de la Zarzuela.
La seqüència general d'actes en el desenvolupament d'aquest relleu solemne és la següent:
- Establiment dels llocs de guàrdia a la Plaça de l'Armeria.
- Revista de la guàrdia entrant a la Plaça d'Oriente.
- Entrada de la guàrdia sortint a la Plaça de l'Armeria.
- Desfilada de la guàrdia entrant i entrada a la Plaça de l'Armeria.
- Sol·licitud per iniciar el relleu dels Comandants en Cap de les Guàrdies al Coronel en Cap de la Guàrdia Reial.
- Relleu dels llocs d'artilleria i cavalleria.
- Relleus dels llocs de sentinella a peu.
- Retirada de les guàrdies.
- Desfilada de la guàrdia sortint.

L'acte té una durada aproximada de 40 minuts, comença a les 12.00 hores del matí els primers dimecres de cada mes, exceptuant els del mes d'agost i setembre, sempre que els actes oficials ho permetin. L'entrada és lliure i gratuïta per la Porta de Santiago, que dona accés a la Plaça de l'Armeria des del carrer Bailén. Com a colofó a l'acte, la Unitat de Música sol interpretar un concert en la Porta del Príncipe (carrer Bailén).

## Organització
- Comandament
- Estat Major
- Grup de Suport
  - Companyia de Suport
  - Companyia de Seguretat
  - Companyia de Transmissions
  - Centro de Formació
  - Servei Religiós
  - Àrea de Seguretat
- Grup d'Escortes
  - Companyia de Control Militar
  - Companyia d'Alabarders
  - Esquadró d'Escorta Reial
  - Nucli d'Ensenyament Eqüestre
  - Bateria Reial
- Grup d'Honors

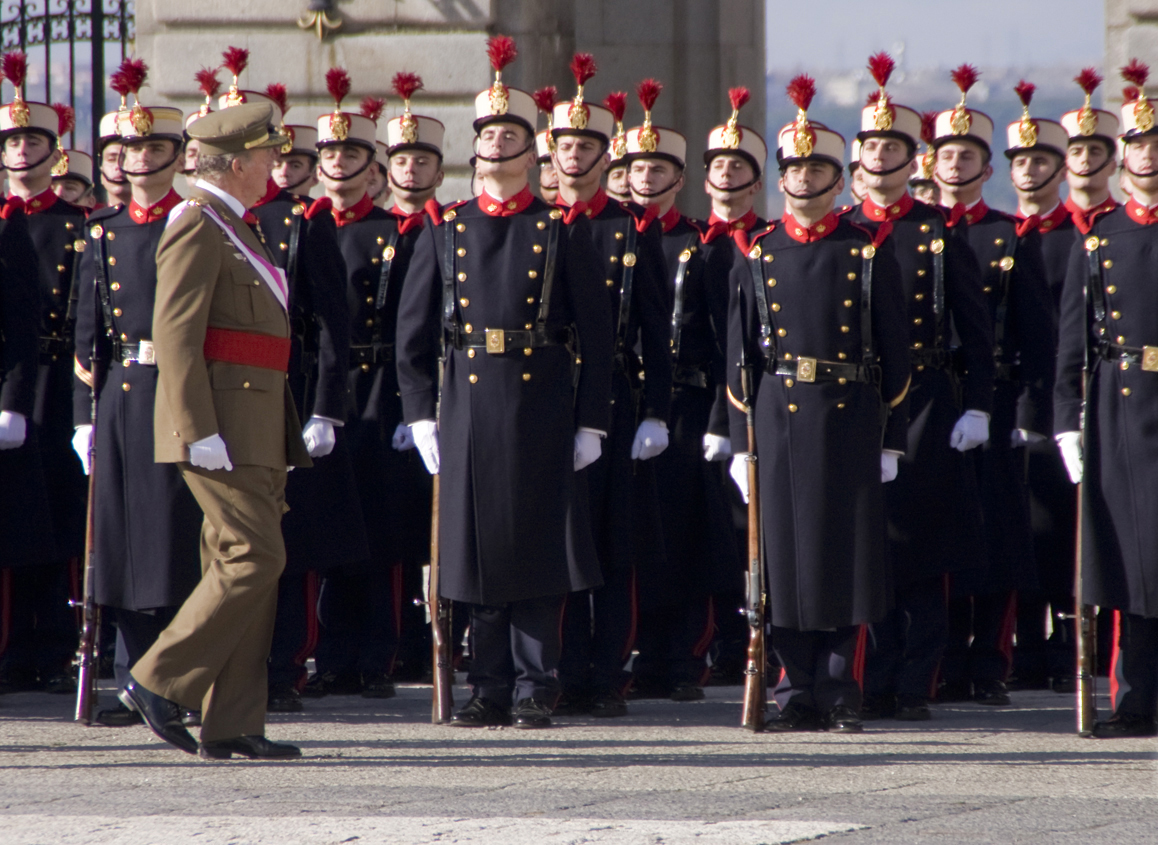
Joan Carles I d'Espanya passa revista a la Guàrdia Reial durant la pasqua militar de 2009

  - Companyia Monteros de Espinosa. Representa a l'Exèrcit de Terra
  - Companyia "Mar Oceà". Representa a l'Armada.
  - Esquadrilla "Plus ultra". Representa a l'Exèrcit de l'Aire.
  - Unitat de Busseig
  - Grup de Muntanya
- Grup de Logística
  - Companyia de Proveïment
  - Unitat de Manteniment
  - Companyia de Transports
  - Companyia Recolzo Instal·lacions
  - Unitat de Sanitat
- Unitat de Música